# Société Nationale de Constructions Aéronautiques de l’Ouest
Die Société Nationale de Constructions Aéronautiques de l’Ouest (französisch für „Nationiale Gesellschaft der Luftfahrkonstruktionen des Westen“), abgekürzt SNCAO, war ein französischer Flugzeughersteller.
Die SNCAO entstand 1936 im Zuge der Nationalisierung der französischen Flugzeugindustrie als Zusammenschluss dreier Fabriken: von Breguet in Nantes-Bouguenais und Loire-Nieuport in Saint-Nazaire und Issy-les-Moulineaux. Sie ging 1941 in der SNCASO auf.
Bei der SNCAO befanden sich zum Zeitpunkt des Waffenstillstands in der Schlacht um Frankreich 1940 40 Flugboote des Typs SNCAO CAO.30 und 12 Jagdflugzeuge vom Typ SNCAO CAO.200 in Produktion. Diese Flugzeuge wurden aber nie fertiggestellt. Ein erfolgversprechendes Projekt war das schwere Bombenflugzeug SNCAO CAO.700, dessen Prototyp im Juni 1940 kurz vor Ende der Kampfhandlungen zum Erstflug abhob.